# 릴리마르 에르난데스
릴리마르 에르난데스(Lilimar Hernandez, 2000년 6월 2일 ~ )는 미국의 배우이다.